# K. Karunakaran
K. Karunakaran (Kannoth Karunakaran; Malayalam കെ.കരുണാകരൻ; * 5. Juli 1918 in Kannur, Madras; † 23. Dezember 2010 in Thiruvananthapuram, Kerala) war ein indischer Politiker des Indischen Nationalkongresses (INC), der unter anderem viermal Chief Minister von Kerala, zwischen 1995 und 1998 Mitglied der Rajya Sabha sowie von Juni 1995 bis Mai 1996 Industrieminister Indiens war. Zuletzt war er von 1998 bis 2004 Mitglied der Lok Sabha.

## Leben

### Studium, Künstler und Abgeordneter in Kerala
Karunakaran, der aus der im damaligen britisch-indischen Distrikt Malabar gelegenen Stadt Kannur stammte, absolvierte nach dem Besuch der Raja’s High School ein Studium am College of Arts in Trissur und war danach als Künstler tätig, aber auch als Sozialarbeiter und Gewerkschaftsfunktionär.
Seine politische Laufbahn begann er zunächst in der Kommunalpolitik und war von 1945 bis 1947 Mitglied des Gemeinderates von Trissur. Am 3. Mai 1947 gehörte er zu den Gründungsmitgliedern des Gewerkschaftsverbandes INTUC (Indian National Trade Union Congress). Kurz darauf wurde er nach der Unabhängigkeit Indiens vom Vereinigten Königreich am 15. August 1947 im Jahr 1948 für den Indischen Nationalkongress zum Mitglied der Legislativversammlung des damaligen Staates Cochin gewählt, der er bis 1949 angehörte. 1952 wurde er Mitglied der Legislativversammlung des aus der Zusammenlegung des Staates Cochin mit dem Staat Travancore entstandenen Staates Travancore-Cochin, der er bis 1954 angehörte. Während dieser Zeit war er zugleich Parlamentarischer Geschäftsführer (Chief Whip) der dortigen INC-Fraktion. 1957 war er zudem Mitglied der indischen Delegation bei einer Konferenz der Internationalen Arbeitsorganisation.
1965 wurde Karunakaran für die Kongresspartei erstmals zum Mitglied der Legislativversammlung des Bundesstaates Kerala gewählt, der er nach seinen Wiederwahlen 1970, 1977, 1980, 1982,
1987 und 1992 sieben Legislaturperioden lang bis 1995 angehörte. Während dieser Zeit war er zwischen 1967 und 1969 Oppositionsführer während der Amtszeit von Chief Minister E. M. Sankaran Namboodiripad von der Communist Party of India (Marxist) (CPI(M)). Gleichzeitig war er von 1968 bis 1970 Vorsitzender des Ausschusses der Legislativversammlung für öffentliche Konten und gehörte seit 1969 auch dem Arbeitsausschuss der Kongresspartei an.

### Viermaliger Chief Minister von Kerala
1971 wurde Karunakaran von Chief Minister C. Achutha Menon, der ebenfalls der marxistisch-kommunistischen Partei Indiens angehörte, in die Regierung des Bundesstaates Kerala berufen, in der er bis 1977 als Innenminister fungierte.
Am 11. April 1977 wurde er als Nachfolger von Menon erstmals Chief Minister von Kerala, gab dieses Amt jedoch nach zwei Wochen am 25. April 1977 an seinen Parteifreund A. K. Antony ab. Nach dem Ende von dessen Amtszeit war er 1978 während der Amtszeit von Chief Minister P. K. Vasudevan Nair von der CPI(M) zum zweiten Mal Oppositionsführer. Die Funktion des Führers der Opposition übte er zwischen Januar 1980 und Oktober 1981 zum dritten Mal auch während der Amtszeit von Chief Minister E. K. Nayanar aus, der ebenfalls der marxistisch-kommunistischen Partei angehörte.
Nachdem Kerala vom 20. Oktober 1980 bis 27. Dezember 1981 unter Präsidialverwaltung (President’s rule) stand, wurde Karunakaran am 28. Dezember 1981 zum zweiten Mal Chief Minister des Bundesstaates und übte das Amt bis zum 16. März 1982 aus, ehe Kerala im Anschluss wieder im Rahmen der Präsidialverwaltung regiert wurde.
Im Anschluss wurde er am 24. Mai 1982 zum dritten Mal Chief Minister von Kerala und bekleidete das Amt nunmehr fast fünf Jahre lang bis zu seiner Ablösung durch den CPI(M)-Politiker E. K. Nayanar am 26. März 1987 aus. Während dessen Amtszeit fungierte er zwischen März 1987 und Juni 1991 zum vierten Mal als Premierminister. Daneben war er seit 1984 Mitglied des Parlamentarierausschusses der Kongresspartei sowie 1987 Vorsitzender des Sozioökonomischen Ausschusses des All India Congress Committee (AICC), des wichtigsten Entscheidungsgremiums der Kongresspartei.
Am 24. Juni 1991 wurde Karunakaran als Nachfolger Nayanars zum vierten Mal Chief Minister Keralas und bekleidete dieses Amt fast vier Jahre lang bis zu seiner Ablösung durch seinen Parteifreund A. K. Antony am 22. März 1995. Während dieser Zeit war er auch Vorsitzender des Bevölkerungsausschusses der Legislativversammlung von Kerala.

### Mitglied der Rajya Sabha, Industrieminister und Mitglied der Lok Sabha
Nach dem Ende seiner Amtszeit als Chief Minister von Kerala wurde er am 25. April 1995 Mitglied der Rajya Sabha, des Oberhauses des indischen Parlaments, der er bis zum 3. März 1998 angehörte. Während dieser Zeit war er Mitglied des Ausschusses für Wissenschaft und Technologie sowie des Ausschusses für Umwelt und Forsten sowie Mitglied des Beirates des Handelsministeriums.
Im Juni 1995 wurde Karunakaran von Premierminister P. V. Narasimha Rao in dessen Kabinett berufen, dem er als Industrieminister bis zum Ende von Raos Amtszeit am 16. Mai 1996 angehörte.
Bei den Wahlen im Februar und März 1998 wurde er für die Kongresspartei zum Mitglied der zwölften Lok Sabha gewählt, des Unterhauses des indischen Parlaments, und vertrat dort den zu Kerala gehörenden Wahlkreis Mukundapuram. Während dieser Zeit war er zwischen 1998 und 1999 Vorsitzender des Energieausschusses und dessen Unterausschüsse. Zugleich war er Mitglied des Geschäftsordnungsausschusses und des Ausschusses für allgemeine Angelegenheiten sowie des Beirates des Eisenbahnministeriums.
Karunakaran wurde bei den vorgezogenen Wahlen im September und Oktober 1999 wieder zum Mitglied der Lok Sabha gewählt und gehörte dieser bis zum Ende der 13. Legislaturperiode im Mai 2004 an. Während dieser Zeit war er erneut Mitglied des Geschäftsordnungsausschusses sowie des Ausschusses für Verkehr und Tourismus.
Aus seiner am 2. Juni 1954 mit Kalyanikutty Amma geschlossenen Ehe gingen ein Sohn und eine Tochter hervor. Karunakaran verstarb am 23. Dezember 2010.